# James Papez
James Papez (1883-1958) fue un neurólogo estadounidense. Graduado en la Universidad de Minnesota, su principal contribución a la ciencia y en especial a la neurología y psicobiología es la descripción del llamado circuito de Papez, que es la vía neuronal en la que se produce el control de la corteza cerebral sobre las emociones; Papez fue el primero en proponer el sistema límbico como sistema de control de las emociones, lo que supuso un gran avance en la biopsicología de la emoción.

## Teoría del circuito de Papez
Al igual que Cannon y Bard, Papez creía que la información sensorial que llega al tálamo se dirigía hacia la corteza cerebral y el hipotálamo.
La información que salía de hipotálamo daba lugar a las respuestas emocionales de control del cuerpo y, por último, la información que salía de la corteza daba lugar a los sentimientos emocionales. Los trayectos seguidos hasta la corteza se llamaban «canal del pensamiento».
Papez fue mucho más específico que Cannon y Bard sobre cómo se comunica el hipotálamo con la corteza y sobre las zonas corticales que intervienen. Propuso una serie de conexiones desde el hipotálamo hasta el tálamo anterior y hasta la corteza cingular (parte de la corteza media evolutivamente antigua).
Las experiencias emocionales tienen lugar cuando la corteza cingular integra las señales recibidas desde la corteza sensorial (parte de la corteza lateral evolutivamente nueva) y desde el hipotálamo.
La información que sale de la corteza cingular hacia el hipocampo y, desde aquí, al hipotálamo permite que los pensamientos que tienen lugar en la corteza cerebral controlen las respuestas emocionales. 
La teoría de Papez fue ampliada posteriormente por Paul MacLean.